# Demirci
Demirci este un oraș a provinciei Manisa din regiunea Egeeană din Turcia .